# Мордовська Пішля
Мордо́вська Пішля́ (рос. Мордовская Пишля, ерз. Мокшонь Пишля) — село у складі Рузаєвського району Мордовії, Росія. Адміністративний центр Мордовсько-Пішлинського сільського поселення.

## Географія
Знаходиться на річці Пікша, за 13 км від районного центру та від залізничної станції Пайгарм.

## Історія
За актовим документом «Состав мужского населения Завального и Руднинского станов Саранского уезда на 1725 г.», тут нараховувалося 151, а в 1732 році — 163 душі чоловічої статі. Згідно зі «Списком населённых мест Российской империи» (1864) Пішля — «село казённое из 170 дворов (1 183 особи)». За переписом 1913 року у Пішлі було 332 двори (2 182 особи); церковно-парафіяльна школа, кредитне товариство, пожежна машина, 2 кузні, 5 пекарень, 9 вітряних млинів. Згідно зі «Списком населённых пунктов Средне-Волжского края» (1931) у Мордовській Пішлі нараховувалося 495 дворів (2 460 осіб). На початку 1930-их років тут було організовано 3 колгоспи.

## Населення
Населення — 564 особи (2010; 614 у 2002).
Національний склад (станом на 2002 рік):
- мордва — 83 %

## Відомі люди
Мордовська Пішля — батьківщина письменника Юрія Кузнецова, заслуженого працівника транспорту РФ В. В. Чадіна, лауреата Державної премії Республіки Мордовія та кандидата філологічних наук Келіної.